# Jörgen Bengtsson
Jan Runo Jörgen Bengtsson (* 2. Oktober 1943 in Anderstorp) ist ein ehemaliger schwedischer Fußballspieler. Der Abwehrspieler stand in 100 Spielen in der Allsvenskan für AIK auf dem Platz und erzielte dabei vier Tore.

## Laufbahn
Bengtsson begann mit dem Fußballspielen in seinem Heimatort bei Anderstorps IF. Als 16-Jähriger debütierte er in der Erwachsenenmannschaft des Amateurvereins. Daraufhin wurde er von AIK, wo sein neun Jahre älterer Bruder Inge Bengtsson unter Vertrag stand, in die Jugendmannschaft geholt. Allerdings konnte er sich nicht für die in der Allsvenskan spielende Männermannschaft empfehlen.
Ende 1963 beendete Bengtsson sein Engagement beim Traditionsverein, da er zum Militärdienst eingezogen wurde. Ab 1965 setzte er seine Fußballkarriere beim vor allem für seine Eishockeymannschaft bekannten Drittligisten Karlbergs BK fort. Am Ende der Spielzeit stand der Abstieg in die Viertklassigkeit, er blieb jedoch dem Klub eine weitere Spielzeit treu.
1967 wechselte Bengtsson in die zweitklassige Division 2 Svealand zu Sundbybergs IK. Nach zwei Jahren im Mittelfeld des schwedischen Unterhauses – der Mannschaft um Bengtsson gelangen ein 5. und ein 7. Rang – zog er von der Gemeinde Sundbyberg ins benachbarte Solna weiter und heuerte abermals beim AIK in der Allsvenskan an, den sein Bruder 1965 verlassen hatte.
Bengtsson debütierte am Anfang der Spielzeit 1969 am 13. April des Jahres beim 0:0-Unentschieden gegen Jönköpings Södra IF im heimischen Råsundastadion in der schwedischen Eliteserie. Zunächst lief er als Stürmer für seinen neuen Klub auf, erzielte jedoch erst im September beim 3:0-Auswärtserfolg bei Åtvidabergs FF in Kopparvallen seinen ersten Torerfolg. In der folgenden Spielzeit trat er hauptsächlich als Mittelfeldspieler auf der linken Außenbahn auf dem Spielfeld in Erscheinung, ehe er ab der Spielzeit 1971 einen Stammplatz auf der linken Abwehrseite innehatte.
Mit den 1972 neu verpflichteten Rolf Zetterlund und Torbjörn Ek gelang Bengtsson und seiner Mannschaft um die Leistungsträger Yngve Leback und Dag Szepanski das beste Ergebnis der Vereinsgeschichte seit dem Titelgewinn in der Spielzeit 1936/37. Hinter Åtvidabergs FF gelang dem Klub mit einem Punkt Rückstand die Vizemeisterschaft. Nach einem siebten Platz in der Spielzeit 1973, in der erstmals 14 Mannschaften in der schwedischen Eliteserie um den Von-Rosens-Pokal als Meistertrophäe spielten, verließ Bengtsson aus beruflichen Gründen AIK und die Allsvenskan. Zwischen 1974 und 1979 trat er für den unterklassigen Spånga IS gegen den Ball, ehe er seine aktive Laufbahn beendete. Später trat er als regelmäßiger Teilnehmer am Stockholmer Marathon in Erscheinung, den er 1983 mit 3:01 Stunden absolvierte.